# Люксёй-ле-Бен
Люксей-ле-Бен (фр. Luxeuil-les-Bains) — город и коммуна во Франции.

## География
Коммуна Люксей-ле-Бен находится в северо-восточной части Франции, на юго-западных склонах Вогезов. Она входит в округ Лур, департамент Верхняя Сона, регион Франш-Конте. Город Люксей-ле-Бен является административным центром кантона того же названия и лежит в 35 километрах северо-восточнее Везуля, в 50 километрах южнее Эпиналя и в 50 километрах северо-западнее Бельфора.

## История
Поселение на месте нынешнего Люксея появилось ещё во времена владычества в Галлии древних римлян, использовавших местные горячие минеральные источники (с температурой воды в от +43° до +63°С) в лечебных целях. Здесь в XVIII столетии был создан первый во Франции бальнеологический термальный курорт. Новое, современное здание с термальными банями находится в парке, лежащем в северной части города.
В 590 году в Люксее ирландский монах-миссионер Колумбан основал католическое аббатство. Выходец из него монах Теодофрид впоследствии основал аббатство в Корби. Сохранились отдельные строения этого монастыря, относящиеся к XV—XVIII векам. Среди исторических построек города интерес представляют базилика Сен-Поль-э-Пьер, построенная в XIII—XIV столетиях; построенный в стиле эпохи Возрождения отель кардинала Жоффруа (Hôtel du Cardinal Jouffroy), в котором жили такие известные личности, как мадам де Севинье, Альфонс де Ламартин, Огюстен Тьерри. Напротив него находится здание музея (Musée de la Tour des Echevins) XV столетия.

## Города-партнёры
- Бад-Вурцах (Германия)
- Уоллингфорд (Великобритания)
- Сальсомаджоре-Терме (Италия)
- Хаммамлиф (Тунис)

## Галерея

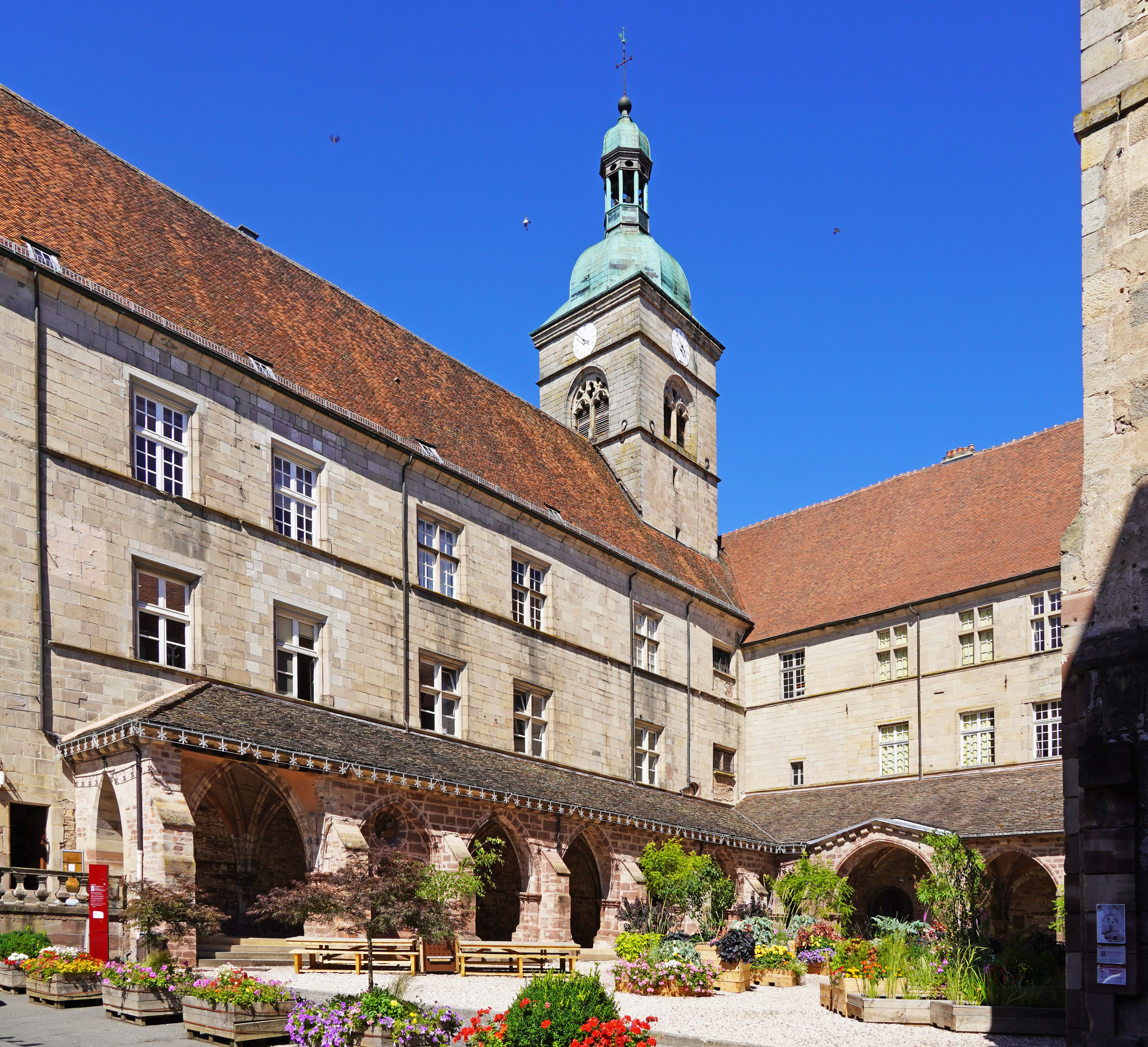
В центре города
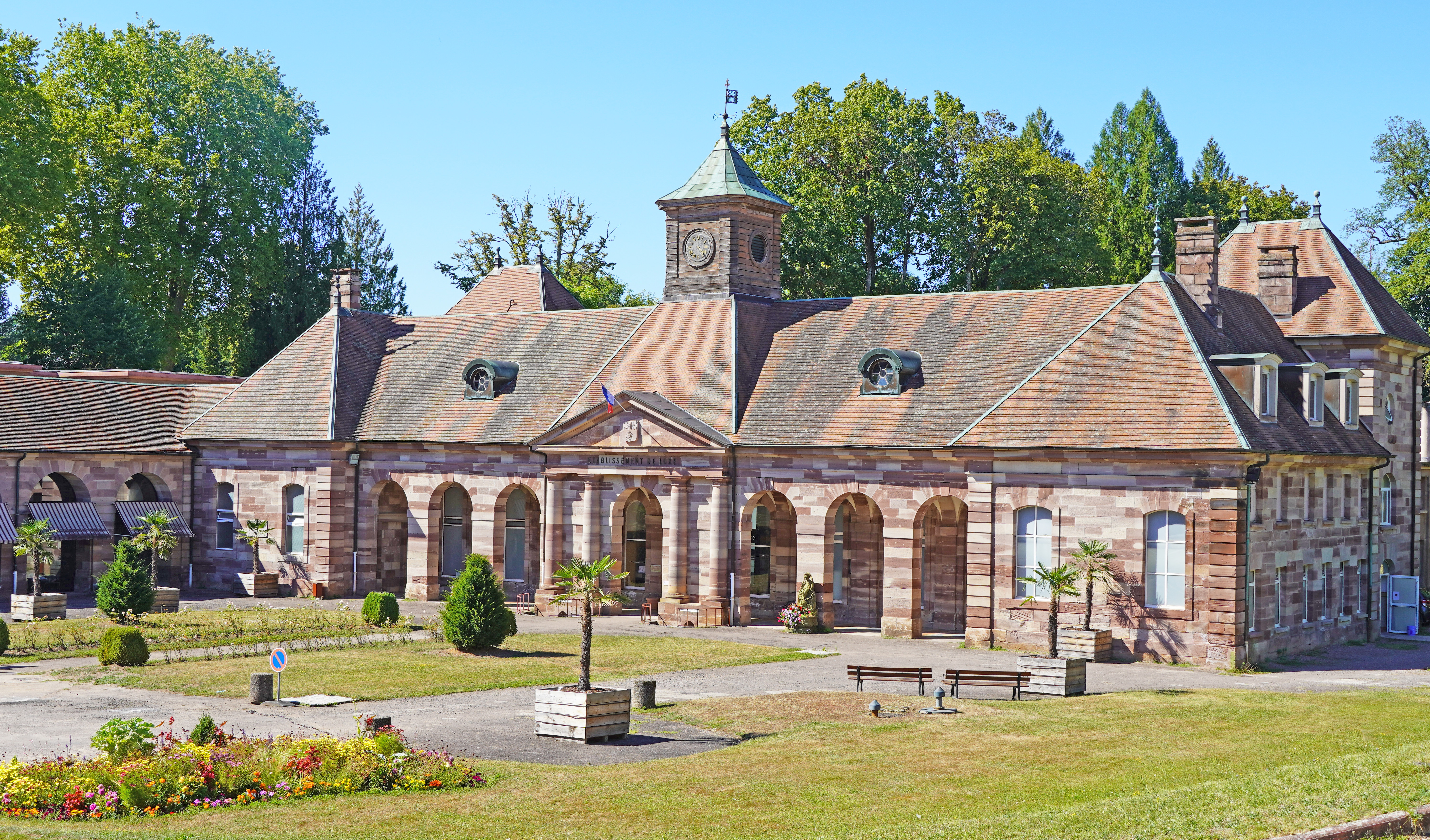
Термальные бани Люксея